# Diocesi di Urdaneta
La diocesi di Urdaneta (in latino Dioecesis Urdanetensis) è una sede della Chiesa cattolica nelle Filippine suffraganea dell'arcidiocesi di Lingayen-Dagupan. Nel 2023 contava 692.968 battezzati su 857.250 abitanti. È retta dal vescovo Jacinto Agcaoili Jose.

## Territorio
La diocesi comprende 17 municipalità nella parte orientale della provincia filippina di Pangasinan sull'isola di Luzon.
Sede vescovile è la città di Urdaneta, dove si trova la cattedrale dell'Immacolata Concezione.
Il territorio è suddiviso in 27 parrocchie.

## Storia
La diocesi è stata eretta il 12 gennaio 1985 con la bolla Non raro catholicorum di papa Giovanni Paolo II, ricavandone il territorio dall'arcidiocesi di Lingayen-Dagupan.
Il 25 ottobre 2019 la Congregazione per il culto divino e la disciplina dei sacramenti ha concesso ai sacerdoti che vivono nella diocesi di celebrare fino a quattro messe la domenica e nelle feste di precetto e fino a tre messe negli altri giorni.

## Cronotassi dei vescovi
Si omettono i periodi di sede vacante non superiori ai 2 anni o non storicamente accertati.
- Pedro de Guzman Magugat, M.S.C. † (22 aprile 1985 - 5 maggio 1990 deceduto)
- Jesus Castro Galang † (7 dicembre 1991 - 16 settembre 2004 deceduto)
- Jacinto Agcaoili Jose, dal 21 settembre 2005

## Statistiche
La diocesi nel 2023 su una popolazione di 857.250 persone contava 692.968 battezzati, corrispondenti all'80,8% del totale.
| anno | popolazione | popolazione | popolazione | presbiteri | presbiteri | presbiteri | presbiteri                | diaconi | religiosi | religiosi | parrocchie |
| anno | battezzati  | totale      | %           | numero     | secolari   | regolari   | battezzati per presbitero | diaconi | uomini    | donne     | parrocchie |
| ---- | ----------- | ----------- | ----------- | ---------- | ---------- | ---------- | ------------------------- | ------- | --------- | --------- | ---------- |
| 1990 | 477.000     | 588.000     | 81,1        | 32         | 28         | 4          | 14.906                    |         | 34        | 29        | 21         |
| 1999 | 531.970     | 625.855     | 85,0        | 45         | 37         | 8          | 11.821                    |         | 18        | 31        | 22         |
| 2000 | 531.970     | 625.855     | 85,0        | 43         | 36         | 7          | 12.371                    |         | 28        | 31        | 24         |
| 2001 | 531.970     | 625.855     | 85,0        | 43         | 37         | 6          | 12.371                    |         | 26        | 34        | 24         |
| 2002 | 531.970     | 625.855     | 85,0        | 41         | 36         | 5          | 12.974                    |         | 24        | 35        | 24         |
| 2003 | 531.970     | 625.855     | 85,0        | 42         | 37         | 5          | 12.665                    |         | 14        | 37        | 24         |
| 2004 | 531.970     | 625.855     | 85,0        | 41         | 36         | 5          | 12.974                    |         | 6         | 36        | 24         |
| 2010 | 594.670     | 703.000     | 84,6        | 45         | 40         | 5          | 13.214                    |         | 29        | 52        | 25         |
| 2014 | 713.000     | 789.835     | 90,3        | 47         | 39         | 8          | 15.170                    |         | 41        | 59        | 26         |
| 2017 | 747.560     | 818.783     | 91,3        | 46         | 39         | 7          | 16.251                    |         | 29        | 68        | 27         |
| 2020 | 682.294     | 846.576     | 80,6        | 44         | 39         | 5          | 15.506                    |         | 29        | 57        | 27         |
| 2021 | 686.341     | 850.623     | 80,6        | 43         | 39         | 4          | 15.961                    |         | 26        | 59        | 27         |
| 2022 | 692.968     | 857.250     | 80,8        | 43         | 38         | 5          | 16.115                    |         | 27        | 55        | 27         |